# 브로르선 혜성
브로르선 혜성(Brorsen's Comet 또는 Comet Brorsen), 정식 명칭 5D/브로르선(5D/Brorsen)은 1846년 2월 26일 덴마크의 천문학자 테오도르 브로르선이 발견한 목성족 주기 혜성이다. 당시 브로르선 혜성의 근일점 통과일은 2월 25일로, 발견 하루 전이었으며, 같은 해 3월 27일에는 지구에서 0.52 AU 떨어진 지점까지 접근했다. 지구에 접근하며 코마의 겉보기 크기가 증가하였는데, 독일의 천문학자 요한 프리드리히 줄리어스 슈미트(Johann Friedrich Julius Schmidt, 1825~1884)는 코마의 각지름이 3월 9일에는 3~4 각분, 3월 22일에는 8~10 각분이었다고 기록했다. 최초 발견 시기 계산한 공전 주기는 5.5년이었으며, 1842년 목성에 접근한 영향으로 궤도가 변화했었다는 사실도 밝혀졌다.
공전 주기가 5년 반이었기 때문에, 접근 시점에 따라 관측이 가능한 상황과 불가능한 상황이 반복적으로 나타났다. 지구에서 1.5 AU까지 접근했던 1851년에는 혜성이 아에 관측되지 못했다.
당시 혜성의 궤도는 정확히 밝혀지지 않았었으며, 여기에 1854년 목성 주위를 다시 지나가며 궤도가 다시 틀어졌다. 1857년 3월 18일 카를 크리스티안 브룬스가 혜성을 다시 관측하였지만, 실제 접근 시점이 예측 시점과 3달 가량 차이가 났다. 당시 혜성을 관측했던 사람들은 공통적으로 거의 별처럼 빛나는 밝은 핵이 있었다고 보고했다.
다음 접근일인 1862년에는 관측되지 않았으며, 다음 관측 시점은 1868년이었다. 다음 접근 시기인 1873년에는 목성과 접근하며 공전 주기가 감소해 관측이 이루어졌으며, 원래 관측이 가능한 순번인 1879년에는 역대 최장 기간인 4달 가량 관측이 이루어졌다. 혜성은 1884년에 관측과 관련한 사정으로 관측이 이루어지지 않았지만, 관측이 가능해야 할 1890년에도 혜성을 관측하지 못했다. 다음 관측 가능 시기인 1901년에도 마찬가지로 혜성을 찾지 못했다.
1963년 브라이언 마스덴은 브로르선 혜성을 찾기 위해 1973년 혜성을 관측할 수 있을 것이라는 계산 결과를 내놓았다. 접근 시기 일본에서는 혜성을 찾기 위해 집중적인 노력을 기울였으나, 아무것도 발견하지 못했다. 이로 인해 혜성은 공식적으로 잃어버린 상태로 분류되었다.